# Triton (malware)
Triton (též nazývaný Trisis) je malware, který byl poprvé objeven v Saúdské Arábii v roce 2017, kde byl použit k útoku na petrochemickou továrnu. Dokáže vypnout bezpečnostní systémy, což může vést ke katastrofě. Byl z tohoto důvodu dokonce nazván "nejvražednějším malwarem na světě".
V prosinci roku 2017 bylo zaznamenáno, že bezpečnostní systémy Schneider Electric SE v nejmenované elektrárně byly napadeny tímto malwarem. Dle bezpečnostní firmy Symantec tento malware zneužil bezpečnostní zranitelnosti v operačních systémech Microsoft Windows.
Společnost Dragos zabývající se kybernetickou bezpečností v průmyslových systémech zjistila, že v posledních letech hackerská skupina vytvořila malware, kterým infikovala petrochemickou továrnu pomocí stejných technik, jako použila například v Severní Americe.
Hackeři, kteří jsou zodpovědní za Triton, zkoušeli části kódu malware za účelem ztížení detekce antivirovým programem. Výzkumními společnosti FireEye našli zapomenutý soubor z testovací nasazení v síti infikované petrochemické továrny a tedy byly schopni analyzovat některé soubory spojené s tímto útokem. Tyto soubory obsahovaly některé názvy v cyrilice, stejně jako IP adresu použitou pro spuštění operací daného malware.
Ačkoliv se původně věřilo, že Triton/Trisis je práce Íránu, protože Írán a Saúdská Arábie byly v dané době úhlavními nepřáteli, tak v roce 2018 zjistila společnost FireEye, že tento malware nejspíše pochází z výzkumného střediska Central Scientific Research Institute of Chemistry and Mechanics (CNIIHM) v Rusku.